# Warnstedt (Adelsgeschlecht)

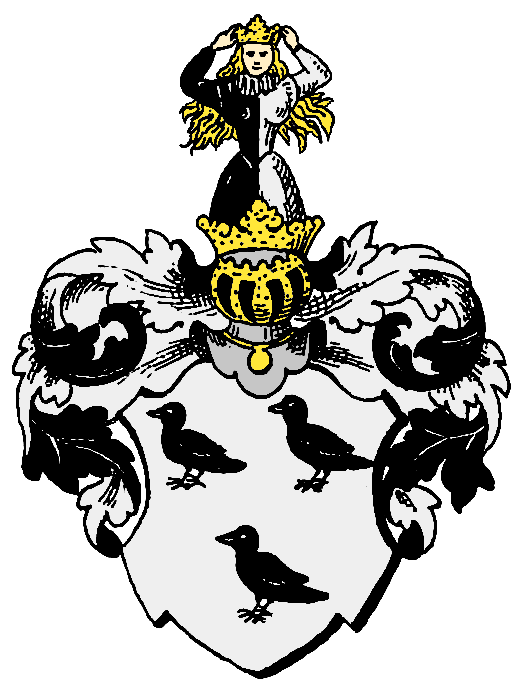
Wappen derer von Warnstedt

Warnstedt, auch Wernstedt, ist der Name eines Adelsgeschlechts, das zum brandenburgischen Uradel gehört und auch in Mecklenburg, Schweden, Dänemark und Schleswig-Holstein ansässig wurde.

## Geschichte
Das Geschlecht stammt aus Brandenburg, der namensgebende Stammort war Warnstedt (Thale) im Ostharz. Erstmals urkundlich erwähnt wurde Godefridus de Warnestede 1295 in der Prignitz. Die Familie ist schon früh in Mecklenburg nachgewiesen und nahm an der Überweisung der drei Landesklöster (Dobbertin, Malchow und Ribnitz) in die Verantwortung der Ritter- und Landschaft 1572 teil. Im Dobbertiner Einschreibebuch finden sich die Eintragungen von sechs Töchtern von 1721 bis 1900 aus Sildemow zur Aufnahme in das adelige Damenstift im Kloster Dobbertin.
Sie saß zuerst auf Klein Wahnstorf und Torriesdorf (Groß Siemz); später gehörten Kobrow (Wardow, 1792–1796) und Sildemow (Papendorf (Warnow), 1720–1784), Poggelow (Schwasdorf, 1791–1793), Wilhelmshof (1792–1818) und Zierstorf (Groß Roge, 1752–1781) zu ihren mecklenburgischen Besitzungen.
1586 heiratete Christoffer von Warnstedt (1542–1627) die uneheliche, jedoch legitimierte Tochter Lucretia Magnusdotter Gyllenhielm (1562–1624) des Herzogs Magnus von Östergötland, des dritten Sohnes von König Gustav Wasa. Kennengelernt hatten sie sich 1581 bei der Hochzeit von Lucretias Tante Elisabeth von Schweden mit Herzog Christoph zu Mecklenburg. Sie wurden Stammeltern des nun einzig lebenden schwedischen Zweiges der Familie, der 1625 mit Sohn Melcher Wernstedt in das schwedische Ritterhaus in der Ritterklasse unter der Nr. 78 aufgenommen wurde.
Im frühen 18. Jahrhundert kam das Geschlecht in dänische Dienste. Friedrich Carl von Warnstedt erbte durch seine Frau die Güter Loitmark und Espenis bei Kappeln, die 1840 Herzog Karl von Schleswig-Holstein-Sonderburg-Glücksburg erwarb. Der dänisch-norwegische König Christian VII. sandte seinen Generaladjutanten und Kammerherrn von Warnstedt gegen Ende des Jahres 1770 nach Sankt Petersburg und stellte ihn nach seiner Rückkehr zu Weihnachten in Kopenhagen unter bewachten Hausarrest. Bernhard (* 1819), Sohn des königlich dänischen Hofjägermeisters und Oberförsters im Herzogtum Schleswig, Christian von Warnstedt († 1828), war nach Amerika ausgewandert und schließlich verschollen.
Die natürlichen Söhne des braunschweig-lüneburgischen Generalmajors Karl von Warnstedt und der Eleonore Schultze wurden 1788 braunschweigisch legitimiert und 1790 unter dem kursächsischen Reichsvikariat geadelt.
1895 kam es zur Namens- und Wappenvereinigung von Wobeser-Warnstedt für die Brüder Tezlaff und Otto von Wobeser, Adoptivsöhne ihres Oheims Karl von Warnstedt, preußischer Amtsrichter zu Korbach. Weiters wurde Ursula Borchers (* am 29. März 1891 in Schwaneberg) von ihm mit dem Namen Warnstedt adoptiert und Wilhelm II. erhob sie 1895 unter dem Namen von Warnstedt in den preußischen Adelsstand.

## Wappen
Das Wappen zeigt in Silber drei (2:1) schwarze Vögel (auch Birkhühner). Auf dem gekrönten Helm mit schwarz-silbernen Decken eine wachsende Jungfrau in von Schwarz und Silber gespaltenem Gewand, die sich eine goldene Blätterkrone auf ihr herabwallendes goldenes Haar setzt.

## Vertreter
- Christoffer von Warnstedt (1542–1627), schwedischer Statthalter
- Melcher Wernstedt (1602–1655), schwedischer Landeshauptmann von Österbotten
- Maria Eleonora von Warnstedt (1692–1778), Domina des Klosters Marienfließ (Prignitz)
- Daniel Nicolaus von Warnstedt (1729–1802), dänischer Kammerherr und Oberforstmeister
- Friedrich Carl von Warnstedt (1750–1811), dänischer Geheimer Conferenzrat und Forstmeister
- Friedrich von Warnstedt (1785–1836), dänischer Oberwegeinspektor und Schriftsteller
- Adolf von Warnstedt (1813–1897), deutscher Beamter und Politiker
- Konrad von Warnstedt (1875–1918), gefallen als Oberstleutnant und Kommandeur des preußischen Infanterie-Regiments 360
- Lage Wernstedt (1916–2005), Generaladjutant von König Gustaf VI. Adolf von Schweden
- Magnus Wernstedt (* 1945), schwedischer Diplomat, seit 2007 Botschafter in Teheran, 2003–2007 in Kongo-Kinshasa, auch in Brüssel und Paris

## Monumente
- Gestühl in der Dorfkirche Benthen
- Glocke in der Dorfkirche Benthen
- Altar in der Kirche Grebbin
- Erbbegräbnis im Dom zu Uppsala (Wernstedtska gravkoret)